# Alphestes
Alphestes is een geslacht van straalvinnige vissen uit de familie van zaag- of zeebaarzen (Serranidae).

## Soorten
- Alphestes afer (Bloch, 1793)
- Alphestes immaculatus Breder, 1936
- Alphestes multiguttatus (Günther, 1867)